# Tamikrest
I Tamikrest sono un gruppo musicale maliano di etnia tuareg formatosi nel 2006 da musicisti allora poco più che ventenni originari della zona di Kidal nel Mali nord-orientale. Il gruppo è guidato dal cantautore Ousmane Ag Mossa. Il loro nome può essere tradotto come nodo, unione o alleanza.
La loro musica fonde la tradizione della musica del loro popolo con la musica rock e blues ed usa una strumentazione classica rock (chitarra, basso, batteria) con l'aggiunta di molti strumenti etnici (djembe e percussioni), accompagnata dai caratteristici youyou vocalistici delle coriste, mentre i testi sono cantati in lingua tamashek.
Ebbero i primi contatti con la musica durante la frequentazione della scuola, fondata da europei, Les enfants de l'Adrar nell'oasi Tinzawatène. Molti componenti del gruppo presero parte alla guerra per l'autonomia del popolo tuareg, iniziata negli anni 90, alcuni loro familiari e conoscenti morirono durante questo conflitto.
Nel 2006 decisero di deporre le armi ed usare la musica come mezzo di comunicazione non violento.
All'inizio suonavano principalmente la musica tradizionale e i brani del gruppo tuareg più famoso, i Tinariwen. Grazie ad internet conobbero artisti rock e blues che contribuirono fortemente a plasmare la loro musica.
Nel gennaio del 2008 ebbero la possibilità di suonare con i Dirtmusic al Festival au désert di Essakane, dell'incontro è stato pubblicato nel 2010 un disco in edizione limitata, The Tent Sessions. Nel 2009 vennero invitati dai Dirtmusic alle registrazioni del loro secondo album BKO avvenute a Bamako.
Chris Eckman si rese disponibile per la produzione del loro primo album Adagh che uscì nel 2010 per la Glitterhouse Records, il gruppo accompagnò in alcuni concerti europei i Dirtmusic.
Nell'ottobre dello stesso anno Eckman produsse il secondo album del gruppo Toumastin che uscì nell'aprile del 2011 sempre per Glitterhouse.
Nel 2013 il gruppo pubblica per la Glitterbeat il terzo album in studio, Chatma che segna una maturazione ulteriore del suono del gruppo.
Seguono altri due album, Taskera nel 2015 e Kidal di due anni successivo.
Il 27 marzo 2020 viene pubblicato il sesto disco: Tamotaït.

## Discografia
- 2010 - Adagh (Glitterhouse Records)
- 2011 - Toumastin (Glitterhouse Records)
- 2013 - Chatma (Glitterbeat)
- 2015 - Taskera (Glitterbeat)
- 2017 - Kidal (Glitterbeat)
- 2020 - Tamotaït (Glitterbeat)

## Formazione
- Ousmane Ag Mossa (chitarre, voce)
- Aghaly Ag Mohamedine
- Cheick Ag Tiglia
- Ibrahim Ag Ahmed Salam
- Mahmoud Ag Ahmouden
- Mossa Ag Borreiba
- Fatma Wallet Cheick (cori)
- Bassa Wallet Abdamou (cori)
- Wannou Wallet Sidaty (cori)